# Dampleux
Dampleux ist eine französische Gemeinde mit 378 Einwohnern (Stand: 1. Januar 2022) im Département Aisne in der Region Hauts-de-France (frühere Region: Picardie). Sie gehört zum Arrondissement Soissons und zum Kanton Villers-Cotterêts.

## Geographie
Die Gemeinde Dampleux liegt vier Kilometer östlich von Villers-Cotterêts und 20 Kilometer südwestlich von Soissons im Domänenforst Forêt de Retz. Nachbargemeinden von Dampleux sind Fleury im Norden, Faverolles im Osten, Oigny-en-Valois im Süden und Villers-Cotterêts im Westen.

## Bevölkerungsentwicklung
| Jahr                       | 1962 | 1968 | 1975 | 1982 | 1990 | 1999 | 2006 | 2013 | 2021 |
| Einwohner                  | 169  | 149  | 152  | 265  | 345  | 380  | 420  | 409  | 386  |
| Quellen: Cassini und INSEE |      |      |      |      |      |      |      |      |      |

## Sehenswürdigkeiten
- Kirche Saint-Leu, 1927 als Monument historique eingetragen (Base Mérimée PA00115649)
- Hypogäum Pierre Fortière im Wald zwischen Fleury und Dampleux

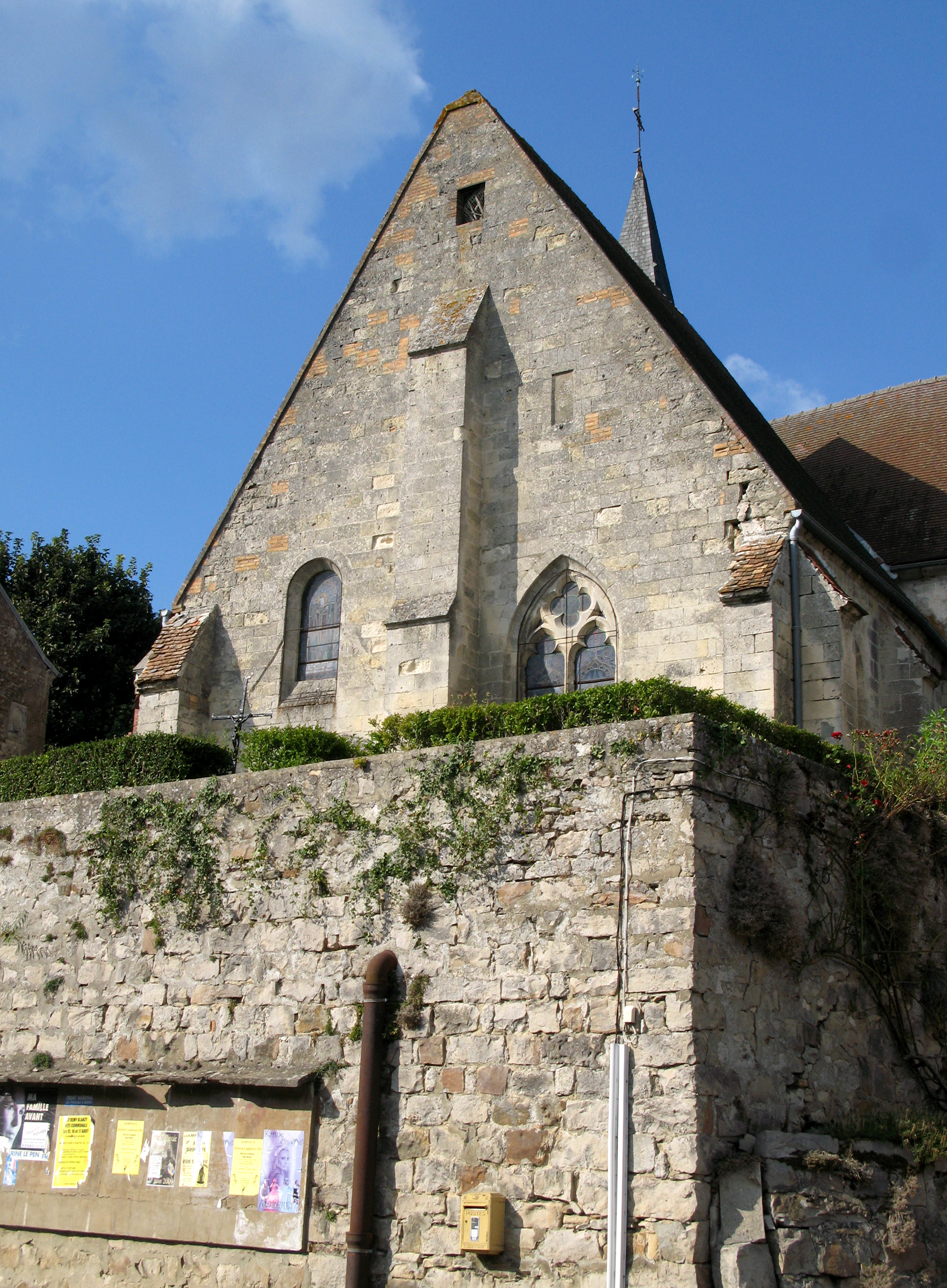
Kirche Saint-Leu